# Temporada 2016 del Campeonato de España de F4
La temporada 2016 del Campeonato de España de Fórmula 4 fue la temporada inaugural del campeonato. Empezó el 11 de junio en el Circuito de Navarra y finalizó el 30 de octubre en el Circuito de Jerez después de 20 carreras repartidas en 7 rondas.

## Escuderías y pilotos
| Escudería       | N.º | Piloto              | Rondas   |
| --------------- | --- | ------------------- | -------- |
| Double R Racing | 2   | Elias Niskanen      | 7        |
| Double R Racing | 4   | Tuomas Tujula       | Todas    |
| Double R Racing | 6   | Konsta Lappalainen  | 5, 7     |
| Double R Racing | 10  | Juuso Puhakka       | 2, 7     |
| Double R Racing | 14  | Juho Valtanen       | 1, 3     |
| Double R Racing | 26  | Harry Hayek         | 1        |
| Double R Racing | 50  | Tuomas Haapalainen  | 1–3, 6–7 |
| Double R Racing | 64  | Rasmus Markkanen    | 1        |
| Double R Racing | 65  | Roope Markkanen     | 1        |
| Drivex          | 7   | Nikita Volegov      | Todas    |
| Drivex          | 31  | Antolín González    | 4–6      |
| Drivex          | 41  | Aleksandr Vartanyan | 1–4, 6–7 |
| Drivex          | 88  | Marta García        | 4–7      |
| MP Motorsport   | 10  | Juuso Puhakka       | 1        |
| MP Motorsport   | 16  | Jarno Opmeer        | 1–2      |
| MP Motorsport   | 21  | Xavier Lloveras     | Todas    |
| MP Motorsport   | 22  | Richard Verschoor   | Todas    |
| MP Motorsport   | 38  | Danny Kroes         | 2, 4, 7  |
| MP Motorsport   | 44  | Sebastián Fernández | 3, 5–6   |

## Calendario
El calendario fue anunciado el 10 de marzo. Posteriormente, la cita de Jerez fue reemplazada por Montmeló y la cita de Estoril por Jerez.
| Ronda | Ronda | Circuito                           | Fecha            | Acompañó a                                     |
| ----- | ----- | ---------------------------------- | ---------------- | ---------------------------------------------- |
| 1     | C1    | Circuito de Navarra                | 11 de junio      | Trophee Tourisme Endurance                     |
| 1     | C2    | Circuito de Navarra                | 12 de junio      | Trophee Tourisme Endurance                     |
| 1     | C3    | Circuito de Navarra                | 12 de junio      | Trophee Tourisme Endurance                     |
| 2     | C1    | Ciudad del Motor de Aragón         | 25 de junio      | CER-GT                                         |
| 2     | C2    | Ciudad del Motor de Aragón         | 26 de junio      | CER-GT                                         |
| 2     | C3    | Ciudad del Motor de Aragón         | 26 de junio      | CER-GT                                         |
| 3     | C1    | Autódromo Internacional do Algarve | 9 de julio       | Racing Weekend Portugal                        |
| 3     | C2    | Autódromo Internacional do Algarve | 10 de julio      | Racing Weekend Portugal                        |
| 3     | C3    | Autódromo Internacional do Algarve | 10 de julio      | Racing Weekend Portugal                        |
| 4     | C1    | Circuito Ricardo Tormo             | 24 de septiembre | CER-GT                                         |
| 4     | C2    | Circuito Ricardo Tormo             | 25 de septiembre | CER-GT                                         |
| 4     | C3    | Circuito Ricardo Tormo             | 25 de septiembre | CER-GT                                         |
| 5     | C1    | Circuit de Barcelona-Catalunya     | 2 de octubre     | Blancpain GT Series (Festival de la Velocidad) |
| 5     | C2    | Circuit de Barcelona-Catalunya     | 2 de octubre     | Blancpain GT Series (Festival de la Velocidad) |
| 6     | C1    | Circuito del Jarama                | 15 de octubre    | CER-GT + Espíritu del Jarama                   |
| 6     | C2    | Circuito del Jarama                | 16 de octubre    | CER-GT + Espíritu del Jarama                   |
| 6     | C3    | Circuito del Jarama                | 16 de octubre    | CER-GT + Espíritu del Jarama                   |
| 7     | C1    | Circuito de Jerez                  | 29 de octubre    | Fórmula V8 3.5 + EF Open                       |
| 7     | C2    | Circuito de Jerez                  | 29 de octubre    | Fórmula V8 3.5 + EF Open                       |
| 7     | C3    | Circuito de Jerez                  | 30 de octubre    | Fórmula V8 3.5 + EF Open                       |

## Resultados
- Sistema de puntuación:

| Carrera        | 1º | 2º | 3º | 4º | 5º | 6º | 7º | 8º | 9º | 10º |
| Carreras 1 y 3 | 25 | 18 | 15 | 12 | 10 | 8  | 6  | 4  | 2  | 1   |
| Carrera 2      | 15 | 12 | 10 | 8  | 6  | 4  | 2  | 1  |    |     |

- En el campeonato de pilotos sólo puntuan los pilotos que hayan disputado 5 o más rondas.
- En el campeonato de escuderías se cogen los 2 mejores resultados de sus pilotos en cada ronda.

### Campeonato de pilotos
| Pos                                     | Piloto              | NAV | NAV | NAV | ARA | ARA | ARA | ALG | ALG | ALG | CHE | CHE | CHE | CAT | CAT | JAR | JAR | JAR | JER | JER | JER | P. T. | Retención  | Pts |
| --------------------------------------- | ------------------- | --- | --- | --- | --- | --- | --- | --- | --- | --- | --- | --- | --- | --- | --- | --- | --- | --- | --- | --- | --- | ----- | ---------- | --- |
| 1                                       | Richard Verschoor   | 1   | 2   | Ret | 1   | 1   | 1   | 1   | 1   | 1   | 1   | 1   | 1   | 1   | 2   | 1   | 1   | 1   | 1   | 1   | 1   | 398   | (405 - 37) | 368 |
| 2                                       | Aleksandr Vartanyan | 2   | 4   | 6   | 3   | 2   | 7   | 3   | 2   | 2   | 4   | 3   | 4   |     |     | 4   | 5   | 4   | 3   | 2   | 2   | 221   |            | 244 |
| 3                                       | Tuomas Tujula       | 6   | 11  | 1   | 8   | 6   | 8   | 4   | 5   | 4   | Ret | Ret | 8   | 2   | 4   | 2   | 2   | 3   | 4   | 4   | 3   | 189   | (232 - 10) | 222 |
| 4                                       | Xavier Lloveras     | 5   | 5   | Ret | 4   | 9   | 2   | 5   | 7   | 6   | 2   | 2   | 2   | DNS | 1   | 7   | 4   | 2   | Ret | 5   | 10  | 171   | (211 - 14) | 197 |
| 5                                       | Nikita Volegov      | 7   | 6   | 7   | 6   | 8   | 5   | 8   | 8   | 7   | 3   | 4   | 3   | 4   | 5   | 6   | 7   | 6   | 2   | 3   | 7   | 158   | (208 - 20) | 188 |
| 6                                       | Tuomas Happalainen  | 10  | 9   | 5   | 7   | 7   | 9   | 7   | 6   | 5   |     |     |     |     |     | 3   | 3   | 5   | Ret | 8   | 6   | 85    |            | 139 |
| Pilotos wild card no aptos para puntuar |                     |     |     |     |     |     |     |     |     |     |     |     |     |     |     |     |     |     |     |     |     |       |            |     |
|                                         | Jarno Opmeer        | 3   | 3   | 4   | 2   | 3   | 3   |     |     |     |     |     |     |     |     |     |     |     |     |     |     | 80    |            |     |
|                                         | Marta García        |     |     |     |     |     |     |     |     |     | 5   | 5   | 6   | 5   | 6   | 8   | 8   | 7   | 5   | 7   | 5   | 73    |            |     |
|                                         | Sebastián Fernández |     |     |     |     |     |     | 6   | 4   | Ret |     |     |     | 3   | 3   | 5   | 6   | 8   |     |     |     | 68    |            |     |
|                                         | Juuso Puhakka       | 9   | 8   | 3   | Ret | 5   | 4   |     |     |     |     |     |     |     |     |     |     |     | Ret | Ret | 4   | 48    |            |     |
|                                         | Danny Kroes         |     |     |     | 5   | 4   | 6   |     |     |     | Ret | 6   | 5   |     |     |     |     |     | Ret | 6   | 8   | 48    |            |     |
|                                         | Juho Valtanen       | Ret | 7   | 9   |     |     |     | 2   | 3   | 3   |     |     |     |     |     |     |     |     |     |     |     | 47    |            |     |
|                                         | Roope Markkanen     | 4   | 1   | 2   |     |     |     |     |     |     |     |     |     |     |     |     |     |     |     |     |     | 45    |            |     |
|                                         | Antolín González    |     |     |     |     |     |     |     |     |     | Ret | 7   | 7   | 6   | 8   | Ret | Ret | 9   |     |     |     | 22    |            |     |
|                                         | Konsta Lappalainen  |     |     |     |     |     |     |     |     |     |     |     |     | 7   | 7   |     |     |     | 6   | 9   | 9   | 22    |            |     |
|                                         | Rasmus Markkanen    | 8   | 10  | 8   |     |     |     |     |     |     |     |     |     |     |     |     |     |     |     |     |     | 8     |            |     |
|                                         | Elias Niskanen      |     |     |     |     |     |     |     |     |     |     |     |     |     |     |     |     |     | 7   | 10  | Ret | 6     |            |     |
|                                         | Harry Hayek         | Ret | DNS | DNS |     |     |     |     |     |     |     |     |     |     |     |     |     |     |     |     |     | 0     |            |     |
| Pos                                     | Piloto              | NAV | NAV | NAV | ARA | ARA | ARA | ALG | ALG | ALG | CHE | CHE | CHE | CAT | CAT | JAR | JAR | JAR | JER | JER | JER | P. T. | Retención  | Pts |

| Color     | Resultado                                                               |
| --------- | ----------------------------------------------------------------------- |
| Oro       | Ganador                                                                 |
| Plata     | 2.ª plaza                                                               |
| Bronce    | 3.ª plaza                                                               |
| Verde     | Finalizó en los puntos                                                  |
| Azul      | Finalizó sin puntos                                                     |
| Azul      | NC - No clasificado                                                     |
| Violeta   | Ret - No terminó (Carrera)                                              |
| Rojo      | DNQ - No se clasificó                                                   |
| Negro     | DSQ - Descalificado                                                     |
| Blanco    | DNS - No empezó (carrera)                                               |
| Blanco    | WD - Retirado (fin de semana)                                           |
| Blanco    | C - Carrera cancelada                                                   |
| Sin color | DNP - Inscrito pero no participó                                        |
| Sin color | INJ - Lesionado                                                         |
| Sin color | EX - Excluido                                                           |
| Estado    | Resultado                                                               |
| Negrita   | Pole position                                                           |
| Cursiva   | Vuelta rápida                                                           |
| †         | Abandona, pero clasifica al completar el porcentaje requerido para ello |

### Campeonato de escuderías
| Pos | Escudería       | NAV | NAV | NAV | ARA | ARA | ARA | ALG | ALG | ALG | CHE | CHE | CHE | CAT | CAT | JAR | JAR | JAR | JER | JER | JER | Pts |
| --- | --------------- | --- | --- | --- | --- | --- | --- | --- | --- | --- | --- | --- | --- | --- | --- | --- | --- | --- | --- | --- | --- | --- |
| 1   | MP Motorsport   | 1   | 2   | Ret | 1   | 1   | 1   | 1   | 1   | 1   | 1   | 1   | 1   | 1   | 1   | 1   | 1   | 1   | 1   | 1   | 1   | 616 |
| 1   | MP Motorsport   | 5   | 5   | Ret | 4   | 9   | 2   | 5   | 7   | 6   | 2   | 2   | 2   | DNS | 2   | 7   | 4   | 2   | Ret | 5   | 10  | 616 |
| 2   | Drivex          | 2   | 4   | 6   | 3   | 2   | 5   | 3   | 2   | 2   | 3   | 3   | 3   | 4   | 5   | 4   | 5   | 4   | 2   | 2   | 2   | 452 |
| 2   | Drivex          | 7   | 6   | 7   | 6   | 8   | 7   | 8   | 8   | 7   | 4   | 4   | 4   |     |     | 6   | 7   | 6   | 3   | 3   | 7   | 452 |
| 3   | Double R Racing | 6   | 9   | 1   | 7   | 6   | 8   | 4   | 5   | 4   | Ret | Ret | 8   | 2   | 4   | 2   | 2   | 3   | 4   | 4   | 3   | 371 |
| 3   | Double R Racing | 10  | 11  | 5   | 8   | 7   | 9   | 7   | 6   | 5   |     |     |     |     |     | 3   | 3   | 5   | Ret | 8   | 6   | 371 |